# Diospyros kingii
Diospyros kingii är en tvåhjärtbladig växtart som beskrevs av Bakh. Diospyros kingii ingår i släktet Diospyros och familjen Ebenaceae. Inga underarter finns listade i Catalogue of Life.